# Runaway: A Twist of Fate
Runaway: A Twist of Fate è il terzo capitolo della serie Runaway. Il gioco appartiene al genere avventura grafica. Come i suoi predecessori, segue lo stile in due dimensioni. Il gioco è ambientato sempre negli Stati Uniti, e, per la prima volta, si possono vestire i panni, oltre che del protagonista Brian Basco, anche della sua ragazza Gina Timmins, oltre che quelli di altri personaggi secondari, tra cui il Colonnello Kordsmeier. Rispetto alle due precedenti avventure, Runaway: A Twist of Fate è più cupo, ma sempre caratterizzato dallo humour tipico della serie. Runaway: A Twist of Fate è l'unico capitolo della serie a non essere stato doppiato in italiano.

## Trama
La trama inizia da dove era rimasta in sospeso la storia in Runaway 2, ma in un altro punto. Inizia con un'introduzione: Gina si trova al funerale di Brian insieme a tre persone: un sacerdote, il responsabile del cimitero Luane e la guardia del manicomio Happy Dale di nome Ernie. Ma prima di questo c'è un flashback: Brian si trova in un tribunale viene accusato dell'omicidio del Colonnello Kordsmeier, ma Brian durante il processo ha un attacco di amnesia. Viene considerato pazzo e viene portato al manicomio di Happy Dale. Da qui la trama continua nei capitoli che seguono.
1) Brian Basco è morto (Gina)
Dopo che il funerale è terminato Gina riceve un messaggio da Brian, il quale dice di essere rimasto intrappolato nella tomba e chiede di aiutarlo ad uscire, gli ordina anche di non andarsene dal cimitero, perché ci sono due gangster che l'aspettano per ucciderla. Gina, con l'aiuto della medium Agatha, della responsabile Luane e alle sue strategie, riesce a liberarlo non dalla tomba, ma da un punto sotterraneo di una cripta vicino ad essa. Dentro la tomba si scopre che in realtà c'è l'amico di Brian, Gabbo del manicomio. I due escono dal cimitero e riescono a fuggire dai due gangster che tenevano d'occhio la ragazza da tempo.
2) L'arte della fuga (Brian)
Dopo la loro fuga i due si recano in un bar, e Gabbo racconta a Gina della difficile vita di Brian nel manicomio, e che un paziente del posto di nome Kurgan lo faceva soffrire. Il capitolo inizia, sempre come un flashback, nella parte centrale del suo racconto: Gabbo, che era in manicomio, racconta a Brian del suo piano di fuga per permettergli di fuggire, ma Kurgan sente tutto e sarà lui invece a fuggire. Brian non si dà per vinto e, con l'aiuto degli altri pazienti, dei dottori tra cui la dottoressa Palmer e ad altra gente del manicomio, riesce a risolvere una parte del piano. Il capitolo finisce infatti nel momento in cui Brian arriva nel ventilatore centrale del manicomio, e li trova Kurgan morto. senza testa e Brian per errore getta la testa in un forno.
3) Un suicidio opportuno (Gina)
Il giorno dopo Gina e Gabbo si recano in una casa immersa nel bosco, e li incontrano il dottore e psicologo del manicomio Ian C. Bennett. Il dottore spiega a Gina che lui non voleva farlo arrestare, ma Brian che ascoltò una sua conversazione telefonica in cui accusava un finto-pazzo di nome Jakob Kurgan, pensò che volesse accusare lui di omicidio. Quindi conferma che Brian è innocente ma ciò non basta. Bennett inoltre gli spiega che la casa era del tenente e colonnello Jerome D. Chapman, il braccio destro di Kordsmeier, un testimone che poteva scagionare Brian, che però era stato ucciso. Il dottore sostiene che il suo non era un suicidio ma un omicidio commesso dagli stessi che volevano incastrare Brian. Gina, per avere la conferma, dovrà cercare dentro e fuori casa del colonnello, ma anche con l'aiuto di Bennett prima dentro e poi via telefono (poiché egli si reca dallo sceriffo, per cercare la sua collaborazione), degli indizi. Gina alla fine scopre la verità e ricostruisce tutto l'omicidio con il dottor Bennett, arrivando a scoprire che l'assassino era Andrea Hickock, nome in codice Tarantola. Proprio sul culmine uno dei due gangster uccide Bennett, ma Gabbo piazza di nascosto una carica di esplosivo sotto il ponte di legno facendolo saltare per impedire loro di inseguirli, e così riescono nuovamente a fuggire.
4) L'alleato inaspettato (Brian)
Il capitolo riprende dall'ultima volta di Brian lasciato in sospeso. Brian ritorna da Gabbo, che gli dice che lui e Kurgan hanno la stessa altezza e corporatura, e che l'unico modo per scappare è quello di cercare di scambiare il cadavere di Kurgan per Brian, depilandogli le spalle, tagliandogli le unghia, disegnandogli nello stesso punto (il fondoschiena) il tatuaggio di Brian, scambiare il suo fascicolo medico con quello di Brian nello studio del dottor Bennett e non fare insospettire gli altri per la scomparsa della testa. Ma deve fare in fretta, ha solo fino a mezzanotte. Brian, appena terminato, viene colto di sorpresa dalla dottoressa Palmer, che gli inietta un anestetico Neuroshockine. Brian parla dopo di questo problema con un paziente di nome Mickey, che gli spiega che i suoi effetti provocano eccitazioni che portano l'individuo ad attacchi iper violenti, e che l'unico modo per guarire è quello di applicare delle forti scariche elettriche nella nuca. Brian per questo compito si fa aiutare da Gabbo. Tutto è pronto: Brian riesce alla fine a fuggire dal manicomio!
5) Scomposizione di Brian (Brian, Kordsmeier, Gina)
Brian, che è riuscito a fuggire, torna a New York e cerca di infiltrarsi nella casa del dottor Bennett per cercare di trovare e recuperare le sue sessioni terapeutiche, ma salendo delle scale viene colpito in faccia da uno sconosciuto e sviene. Ma proprio in quel momento arrivano Gina con la giudice di quel processo, che si vedono in casa del dottore il filmato delle sessioni terapeutiche di Brian. Brian, in quel filmato, racconta tutta la sua storia di allora [gli avvenimenti tra Runaway 2 e l'inizio di questo episodio]. Durante la visione il gruppo viene attaccato dalla dottoressa Palmer, che in realtà è Tarantola, e che quei due gangster sono i suoi tirapiedi: Wasabi e Gatzilla. Ella cerca di ricattare il giudice ma nel frattempo Gina, che era stata catturata, riesce a liberarsi e cerca di lanciare un segnale d'aiuto lanciando un secchio di succo con un foulard con scritto "Call the Police", ma viene scoperta e catturata di nuovo da Wasabi.
6) La fine è vicina (Brian)
Fortunatamente prima della sua cattura, Gina riesce a far gettare fuori il secchio che si rovescia e fa risvegliare Brian, che cerca di chiarire la faccenda con lo sconosciuto, che si rivela essere uno sceneggiatore di film di nome Tom Finnegan. Brian gli trova una storia adatta per un suo nuovo film, cioè una parte della sua prima avventura [citazione del primo Runaway]. Allo sceneggiatore piace molto, a tal punto che lo vuole mettere in pratica, con nomi diversi, nei prossimi mesi. Brian, dopo aver parlato con Tom, riesce ad entrare nella casa di Bennett attraverso il tetto dell'edificio di fronte con una zampa tagliata della statua di un Pollo d'Oro e lì, entrando dalla finestra, ritrova Gina. I due escogitano il loro piano finale per incastrare Tarantola: Gina sente che un acquirente per la trantonite, un mafioso italiano di nome Furio, arriverà alle 3 del mattino per consegnare loro 10 milioni di dollari. Gina lo dice a Brian, e lui decide di giocare in anticipo, e riesce a trovare un volontario, (per camuffarsi facendosi credere Furio) un ex attore di nome Jonah. Per fare questo Brian si procura un travestimento e un copione per Jonah scritto da Tom, dei soldi finti inseriti in alcune scatolette e una maschera antigas per Gina. Il piano alla fine ha funzionato: Tarantola e i suoi tirapiedi sono stati arrestati e la giudice ha assolto Brian. Infine si conclude che alle 3 arriva il vero Furio, che consegna a Brian e a Gina travestiti rispettivamente da Wasabi e Tarantola, 10 milioni di dollari e loro gli consegnano della finta trantonite, la quale verrà consegnata ai Sandretti, ma vengono scoperti e riescono a fuggire con i 10 milioni.